# エルメジンデ (ルクセンブルク女伯)

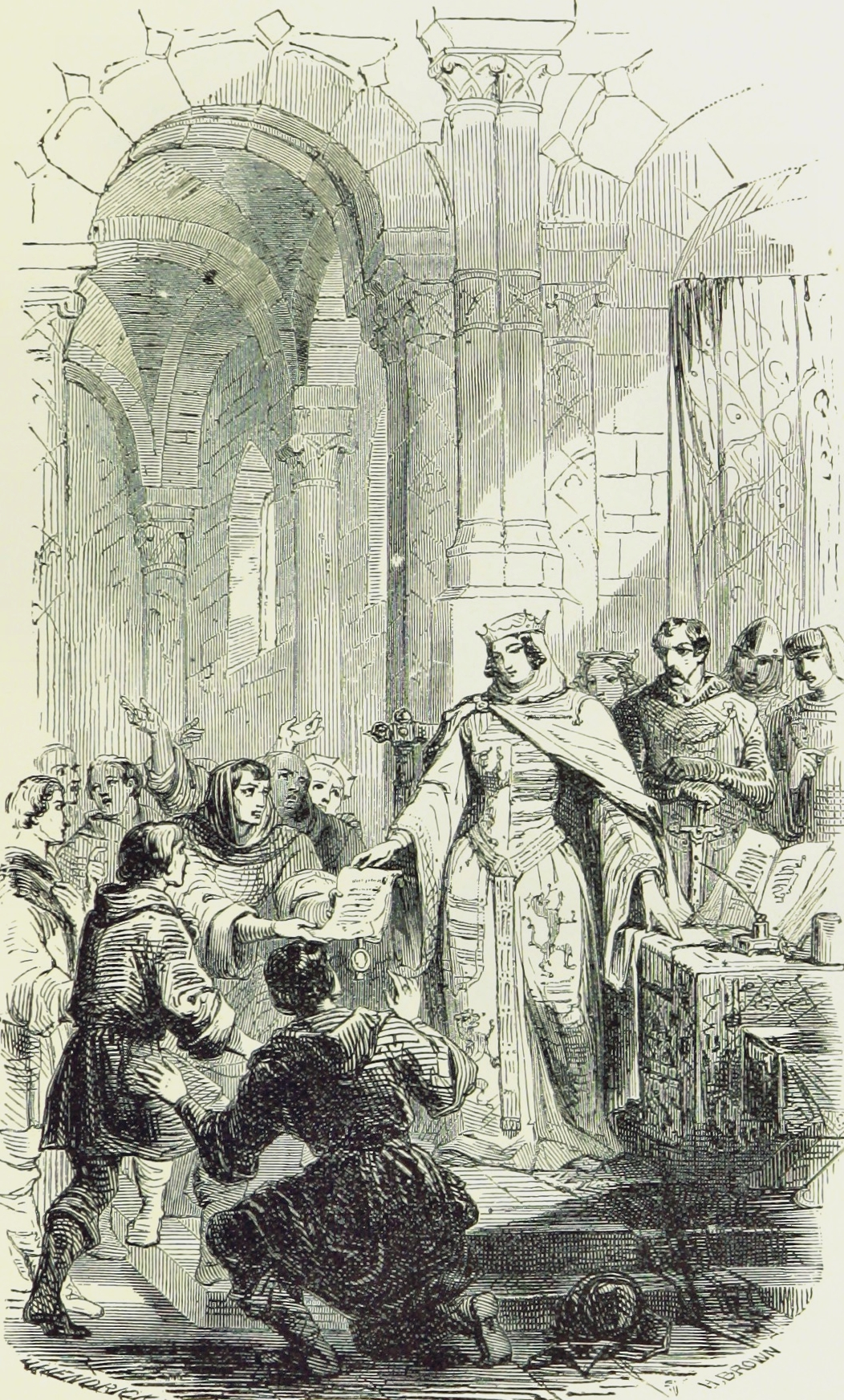
エヒタナハに自由都市の特許状を与えるエルメジンデ

ルクセンブルク女伯エルメジンデ（Ermesinde II. von Luxemburg, 1186年 - 1247年2月12日）は、ルクセンブルク女伯（在位：1197年 - 1247年）。ハインリヒ4世とアグネス・フォン・ゲルデルンの間の唯一の子。同名の祖母に対して、エルメジンデ2世とも呼ばれる。

## 生涯
エルメジンデが産まれる前、すでに老齢であったハインリヒ4世は甥であるエノー伯ボードゥアン5世を後継者としていた。しかし、72歳であったハインリヒ4世に娘エルメジンデが産まれると、エルメジンデを後継者とした。
このため1197年の父ハインリヒ4世の死後、継承戦争が勃発し、最終的にハインリヒの遺領は分割されることとなった。ボードゥアンはナミュール伯領を、エルメジンデはデュルビュイ伯領およびラ・ロッシュ伯領をそれぞれ継承し、ルクセンブルク伯領は神聖ローマ帝国の皇帝に戻されることとなった。皇帝ハインリヒ6世はルクセンブルク伯領を弟オットーに与えた。
エルメジンデは最初、シャンパーニュ伯アンリ2世と婚約していたが、1189年に解消され、エルメジンデはバル伯ティボー1世と結婚した。ティボー1世はナミュール侯フィリップおよびその兄ボードゥアンと交渉しルクセンブルク伯領の相続権を放棄させ、最終的にエルメジンデとティボー1世はルクセンブルクを継承することができた 。
ティボー1世は1214年に死去し、エルメジンデはリンブルフ公ヴァルラム3世と再婚し、ヴァルラム3世がルクセンブルク伯となった。1223年、エルメジンデとヴァルラム3世はナミュールの相続権をナミュール侯フィリップ2世に対して主張したが、不成功に終わった。
ヴァルラムの死後約20年間、エルメジンデは単独でルクセンブルク伯領を統治した。エルメジンデは諸都市に自由都市の特許状を与え、領内を繁栄させた。

## 墓
伝説によると、ある日女伯はアイシャンにある城の周りを歩いていた。すると丘から降りてくる女性を見かけた。その女性は羊皮にくるまれた赤子を抱いており、その羊皮には黒い十字が書かれていた。女伯はこの女性は聖母マリアであると確信し、この地に後にクレールフォンテーヌのノートルダム修道院となる修道院を建設することを決め、この地に埋葬されることを遺言としたという。実際にはクレールフォンテーヌ修道院は息子ハインリヒ5世が建設した。この修道院は18世紀にフランス軍により破壊された。
1875年から1877年にかけて、イエズス会が古い教会を含む修道院の一部を修復した。その際、イエズス会修道士マルティン・ポールが1875年5月11日に人骨とともに墓石を発見した。また、人骨の側には「ここにルクセンブルクおよびナミュール女伯エルメジンデが眠る」と書かれた額があった。1747年、フランス軍により修道院が破壊される直前に修道女達がここにエルメジンデの遺体を隠したのであった。
現在、エルメジンデはクレールフォンテーヌ修道院の地下室に埋葬されている。

## 子女
最初の夫バル伯ティボー1世との間に、以下の子女をもうけた。
- ルノー（? - 1214年以前） - ブリエ領主
- エリザベート（? - 1262年） - モンシャウ領主ヴァルラム・ファン・リンブルフと結婚
- マルグリット - 最初にヴォーデモン伯ユーグ3世（1243年死去）と結婚、次にボア領主アンリ・ド・ダンピエール（ヴォーデモン摂政）と結婚

2度目の夫リンブルフ公ヴァルラム3世との間に、以下の子女をもうけた。
- ハインリヒ5世（1216年 - 1281年） - ルクセンブルク伯
- ジェラール1世（1223年 - 1276年） - デュルビュイ伯
- カタリーナ（? - 1255年） - ロレーヌ公マチュー2世と結婚